# Anders Behring Breivik
Anders Behring Breivik (Oslo, 13. veljače 1979.) norveški je terorist koji je izvršio napade u Norveškoj 22. srpnja 2011. godine.

## Napadi
Dana 22. srpnja 2011. Breivik je detonirao automobil-bombu u Oslu koja ja usmrtila 8 ljudi, nakon čega je dva sata kasnije prišao omladinskom kampu Laburističke stranke na otoku Utøya i, glumeći policijskog službenika, otvorio vatru na prisutne adolescente. Ubio je njih 69.
Nakon što je ga je policija uhitila na Utøyi, u kolovozu je 2012. godine osuđen na maksimalnu zatvorsku kaznu u trajanju od 21 godinu, za masovna ubojstva, izazivanje eksplozije i terorizam, uz neograničenu mogućnost produženja kazne za 5 godina pred istek.
Budući da nije bilo sumnje o njegovoj odgovornosti, sudu je, kao i Breiviku, bilo važno utvrditi njegovu ubrojivost u vrijeme napada. Dva tima psihijatara koja su pratila slučaj došli su do različitih zaključaka. Breivika je policija po uhićenju etiketirala kao desničarskog konzervativnog ekstremista. Prema tvrdnjama Reutersa i BBC-ja, pomoćnik šefa policije Roger Andersen opisao je osumnjičenog kao »kršćanskog fundamentalista«. Ubrzo je utvrđeno da je Breivik član norveške masonske lože, iz koje je isključen nakon što je protiv njega podignuta optužnica radi nesklada između Breivikovih stavova i »kršćanskih i humanističkih vrijednosti« lože.

## Životopis
Breivik je bio student na Oslo Commerce School, te je u novinama Verdens Gang opisan kao konzervativni nacionalist. Navodno je bio simpatetičan prema Winstonu Churchillu i norveškom antinacističkom heroju iz Drugog svjetskog rata Maxu Manusu na svojem profilu na Facebooku.
Kako je pisao članke za VG, Breivik nije imao prethodni policijski dosje izuzev prometnih prekršaja. Posjedovao je pištolj Glock, pušku i sačmaricu. Breivik se preselio u malo seosko mjesto Rena u Åmotu, okrug Hedmark (zapadno od Osla) krajem lipnja ili početkom srpnja 2011. godine, gdje je radio u vlastitoj tvrtki pod nazivom Breivik Geofarm.
Pretpostavlja se da je tvrtku rabio kao legalno pokriće za nabavu velikih količina umjetnog gnojiva i drugih kemikalija za proizvodnju eksploziva. U svojem manifestu od preko 1500 stranica, Breivik je među osobe kojima se divi naveo Radovana Karadžića, Vladimira Putina, Srđu Trifkovića i srpske paravojne formacije.